# Berneau
Berneau (Nederlands: Berne of Bernouw; Platdiets: Bjen) is een plaats in de Belgische provincie Luik en een deelgemeente van Dalhem. Tot 1 januari 1977 was het een zelfstandige gemeente.

## Geschiedenis

### Feodale periode

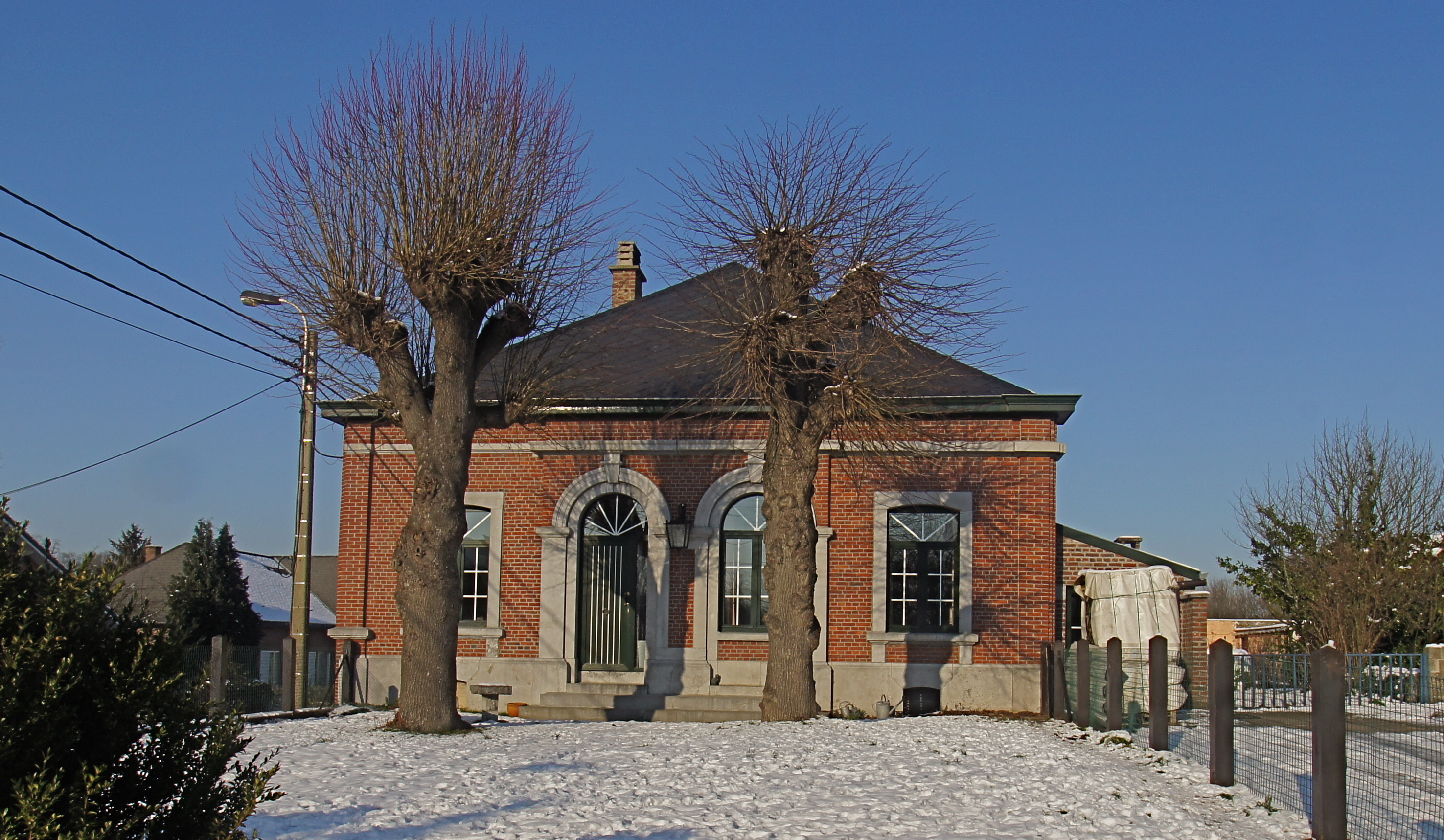
Voormalige gemeenteschool

Berneau werd gesticht op een golvende leembodem. Het landschap vertoont veel overeenkomsten met dat van het nabijgelegen Nederlandse Zuid-Limburg. Het dorp wordt in middeleeuwse bronnen aangeduid als Berne (1312) en Bernauw (1359). De graven van Dalhem bezaten er een burcht. Deze behoorde later toe aan de in Overmaas voorname familie Van Gulpen. De schepenbank Berneau grensde eveneens grotendeels aan de Dalhemse schepenbanken Moelingen, 's-Gravenvoeren, Weerst en Bolbeek. Toch maakte Berneau geen deel uit van Dalhem, maar het behoorde tot de elf banken van Sint-Servaas, een bezit van het kapittel van Sint-Servaas in Maastricht. De hertog van Brabant bezat de hoge jurisdictie in het dorp.
Bij het Partagetraktaat tussen de Republiek en Spanje op 26 december 1661 bleef de status van Berneau onbeslist. De Republiek beschouwde zich als rechtsopvolger van de hertog van Brabant in Maastricht en claimde daarom ook de macht in de bijbehorende Servaasdorpen. Spanje daarentegen beschouwde Berneau als onderdeel van Dalhem aangezien daar ook belasting aan werd afgedragen. Op 8 november 1785 sloten Oostenrijk en de Staten-Generaal het Verdrag van Fontainebleau, waarbij Berneau, evenals een groot deel van Staats-Dalhem door de Staten-Generaal aan de Oostenrijkse Nederlanden werd afgestaan in ruil voor delen van Oostenrijks Valkenburg.

### Situatie in 1830
Bij de onafhankelijkheid van België inventariseerde geograaf Philippe Vandermaelen in dit dorp 46 woningen,  een kerk en een lagere school. Er waren 189 inwoners. Het inventaris omvat verder details over de natuurlijke omgeving, bodems, landbouwproductie en veestapel, waaronder 21 trekpaarden. Ook het wegennetwerk van toen is beschreven.

### Eerste Wereldoorlog
Nadat in 1914 burgers op Duitse soldaten zouden hebben geschoten, werden op 5 augustus 1914 als strafmaatregel zowel Berneau als Moelingen platgebrand. De stad Wezet onderging hetzelfde lot op 15 augustus.

## Demografische ontwikkeling
- Bronnen:NIS, Opm:1831 tot en met 1970=volkstellingen, 1976= inwoneraantal op 31 december

## Taalgebruik
Oorspronkelijk spraken de inwoners van Berne een Limburgs dialect. Het dorp kende echter vanaf de achttiende eeuw een geleidelijke verfransing. Bij de vaststelling van de taalgrens is het, onder meer op basis van omstreden talentellingen, in 1963 toegekend aan het Franstalige Wallonië. De deelgemeente kent geen taalfaciliteiten.

## Bezienswaardigheden
- Sint-Servaaskerk
- Kasteel Borcht
- Voormalig station. In de kern lag van 1921 tot 1957 nog een eigen spoorweghalte, namelijk het station Berneau aan spoorlijn 24.
- Het spoorwegviaduct over het dal van de Berwijn

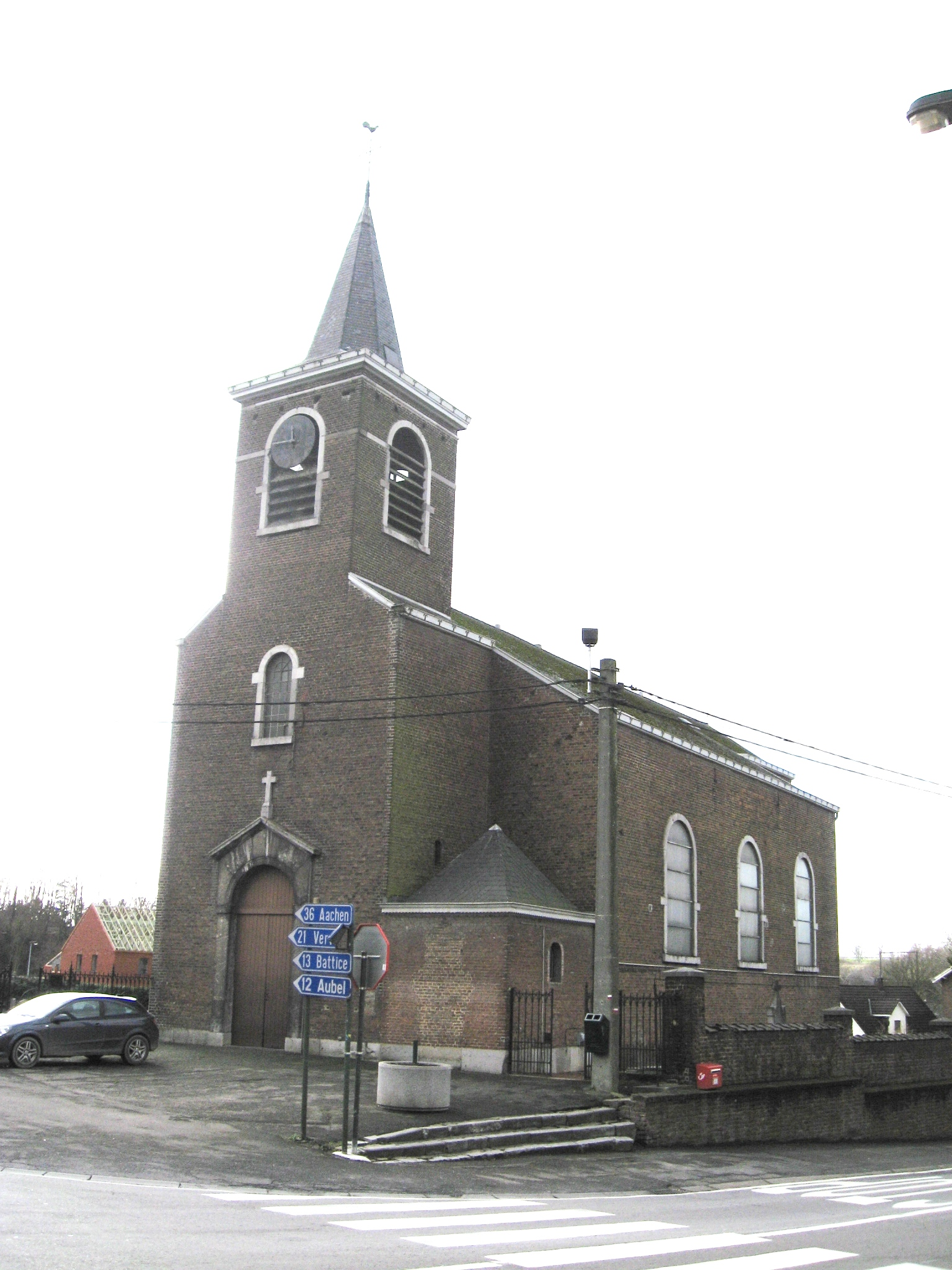
Sint-Servaaskerk
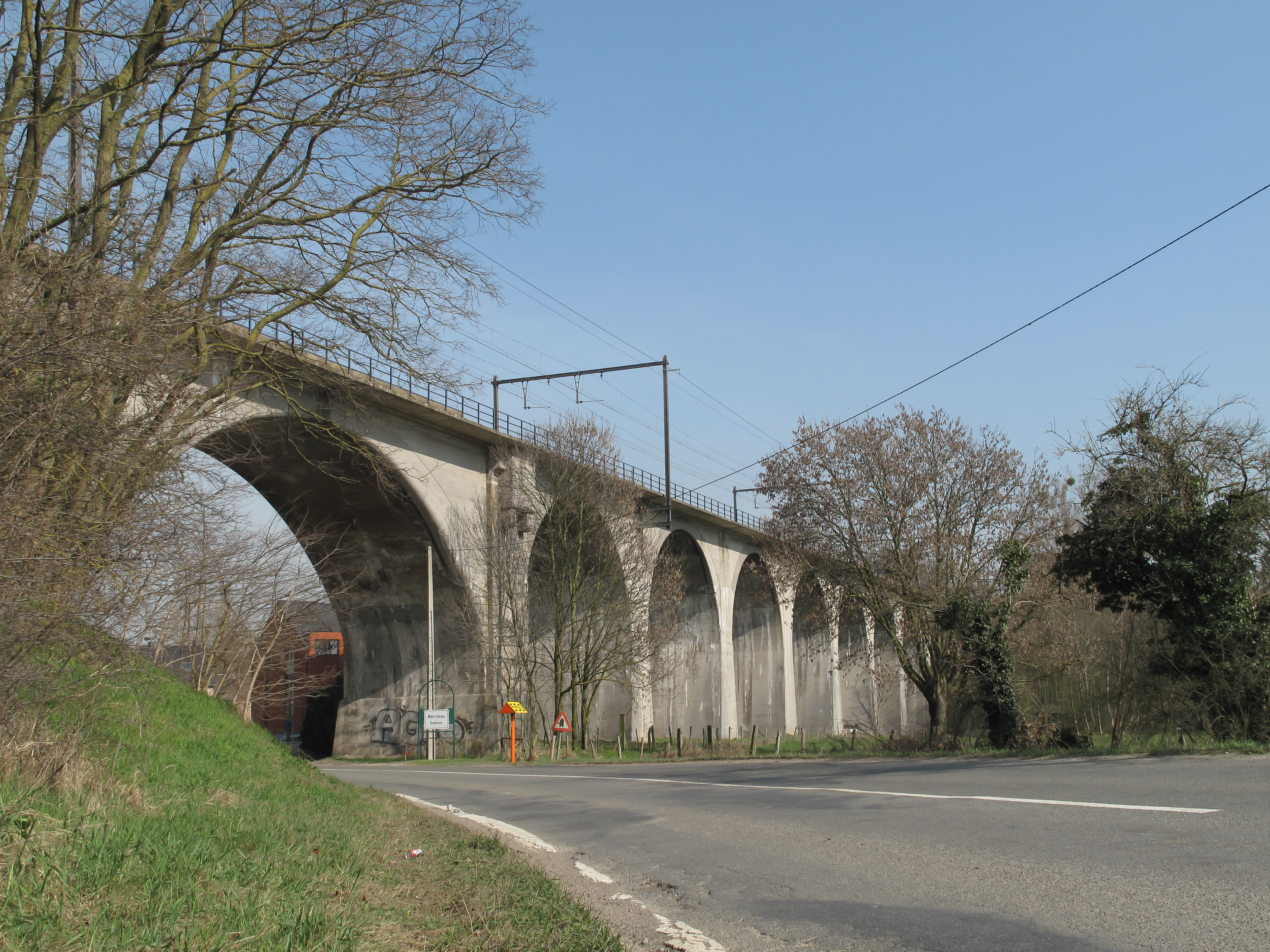
Viaduct
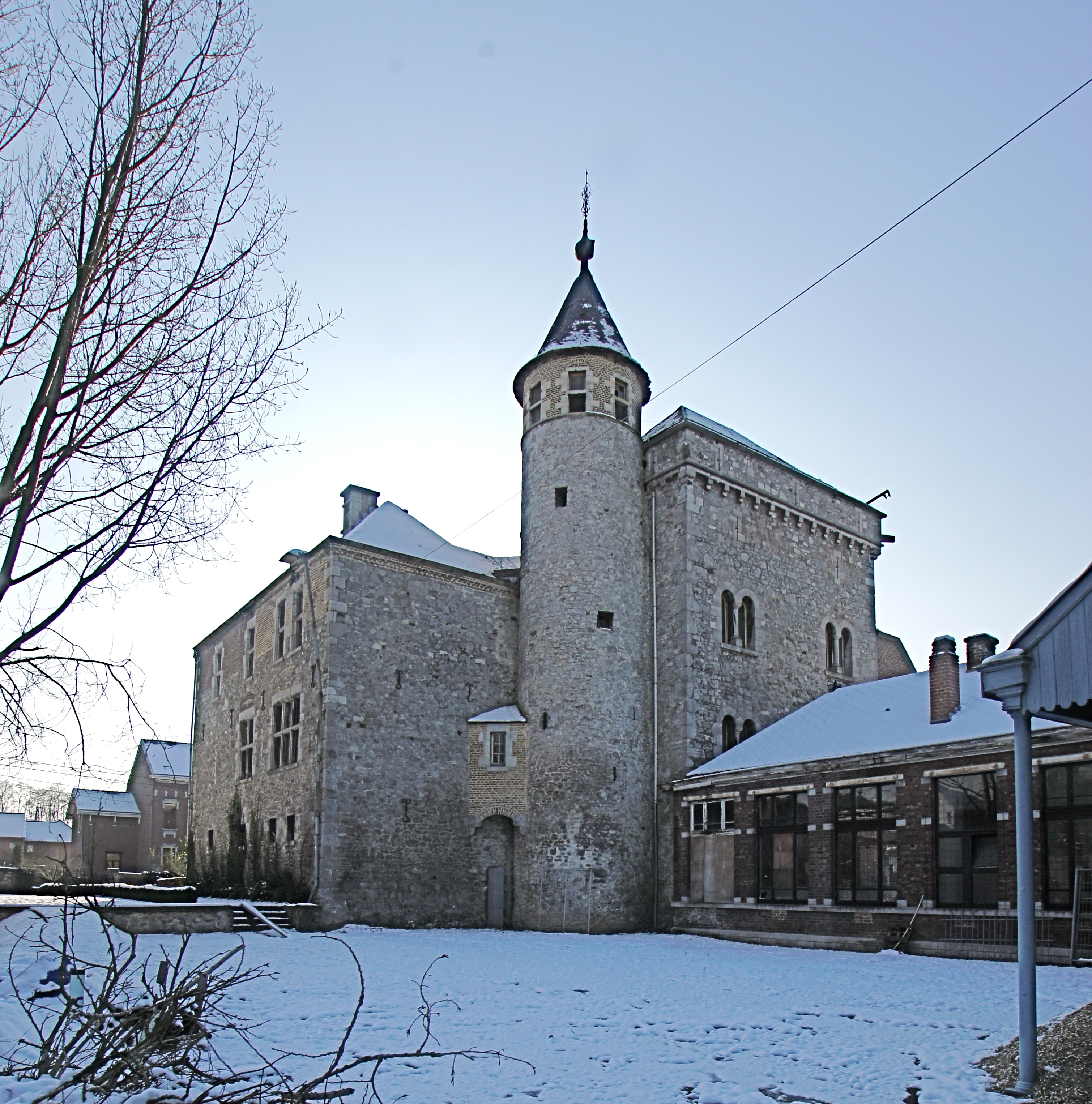
Borcht
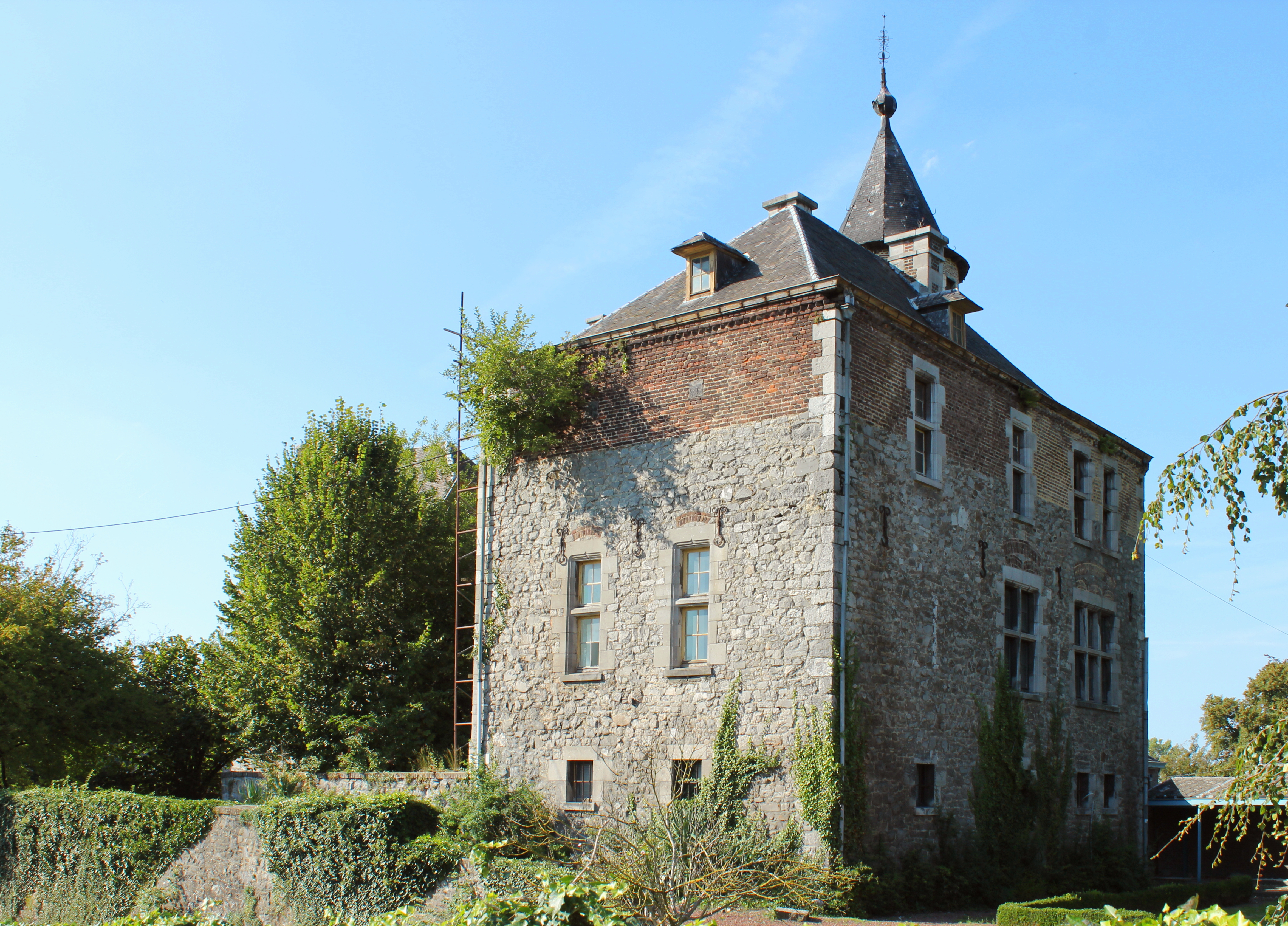
Borcht

## Natuur en landschap
Berneau ligt in het weidegebied van het Land van Herve op een hoogte van ongeveer 75 meter. Door Berneau stroomt de Berwijn in noordelijke richting.

## Sport en recreatie
Berneau heeft een eigen rugbyclub: Le Coq Mosan. Het damesteam Les Coquettes is actief in de eerste divisie, het hoogste niveau in België.
Door Berneau loopt de laatste (of eerste) etappe van het GR-pad LAW 7, het Pelgrimspad.

## Nabijgelegen kernen
Moelingen, Wezet, Bolbeek, 's-Gravenvoeren, Weerst, Mesch
Deelgemeenten: Berneau · Bolbeek · Dalhem · Feneur · Mortroux · Neufchâteau · Saint-André · Weerst

Overige plaatsen: Chenestre · Fêchereux · La Heusière · La Heydt · Mauhin · Les Waides · Wodémont

Belgische gemeenten · arrondissement Luik · provincie Luik · Wallonië